# Quecholac
Quecholac es una población del estado mexicano de Puebla, es cabecera del municipio del mismo nombre.

## Historia
Quecholac fue un establecimiento popoloca dominado por el señorío Mexica de Tecamachalco. En 1519 fue ruta de la conquista. En 1531 fue nombrado corregimiento entre 1540 y 1560 y estuvo bajo la administración religiosa de los franciscanos y a finales del siglo XVI fue tenientazgo de Tepeaca. En 1812 son derrotados los realistas y en 1862 acamparon las tropas francesas. En 1895 surge como municipio libre y pertenecía al antiguo distrito de Tecamachalco. La cabecera municipal es la Villa de Quecholac. El 27 de octubre se mandan colocar en la plaza principal las armas de la República y se erige un monumento al General Matamoros en 1925.

## Nomenclatura
Quecholac nombre que proviene del náhuatl "quichulli" que significa "pájaro de rico plumaje" y del sufijo "ac" que significa "lugar", por lo que en conjunto Quecholac se traduce como "El lugar de los pájaros de rico plumaje".

## Aspectos generales del municipio

### Toponimia
- El nombre de Quecholac proviene de los vocablos en náhuatl quecholli o quechulli, que significa "pájaro de brillante plumaje";alt que significa "agua"; y la posposición-c, la cual se añade a los nombres terminados en -tl para referirse a lo que está dentro, en, sobre o por un lugar (Siméon, 1999:39, 52, 420). De este modo, Quecholac puede definirse como "en el agua de los pájaros de bello plumaje" o bien, "lugar [donde hay agua] donde los päjaros de bello plumaje emigran". En sentido metafórico, Quecholac podría indicar "en el agua hermosa o límpida" (Franco, 1946: 237), como símil de la belleza del pájaro quechulli.
- Sin embargo, el glifo del lugar representa una borla con plumas de águila, que es el cuauhpilolli ["colgajo de plumas de aguila"] y no el ave acuática (Macazaga, 1978: 74-75), por lo que resulta importante señalar lo que Beyer describió: El adorno de plumas de águila, en efecto, indica algunas veces la palabra quecholli, pero no debe inferirse por eso que haya sido este el nombre del plumaje. Lo que sucede en este caso es que el consabido adorno es el tocado característico del dios Mixcóatl [patrono de los chichimecas cazadores del norte], cuya fiesta se celebra precisamente en el mes llamado quecholli (que era el decimocuarto mes del calendario náhuatl prehispánico de 365 días; principiaba el 20 de octubre y concluía el 8 de noviembre]. Ahora, el plumaje cuauhpilolli de Mixcoatl fue usado como signo o jeroglífico de su mes, y así el adorno de plumas llegó a representar la voz quecholli. Por consiguiente, quecholli no es el nombre del plumaje, si no del mes dedicado a la deidad que lo ostentó.

### ubicación geográfica
- El municipio de Quecholac se localiza en la parte centro este del estado de Puebla, a una altitud de 2160 metros sobre el nivel del mar. Sus coordenadas geográficas son los paralelos 18°57′ de latitud norte y los meridianos 97°39′ de longitud oeste  (INEGI, 2002:8). Colinda al norte con los municipios de Felipe Ángeles y San Juan Atenco, al sureste con el municipio de Palmar de Bravo, al este con el municipio de Ciudad Serdán (Chalchicomula de Sesma) y al oeste con los municipios de Acatzingo y Tecamachalco.

El municipio de Quecholac tiene una superficie de 163.29 km² por lo que se ubica en el lugar número 83, con relación a los demás municipios del estado.
Junto con otros 30 municipios, Quecholac pertenece a la región Serdán, cuya extensión territorial aproximada es de 5476.46 km (Programa de Desarrollo del Municipio de Quecholac), la cual se localiza en el altiplano oriental del estado de Puebla.
Esta región se caracteriza por presentar un alto grado de dispersión poblacional, con más del 80% de sus localidades integradas por menos de 1000 habitantes. Además, cuenta con una población indígena que representa el 2% del total regional.

## Monumentos históricos
- Templo parroquial en honor a Santa María Magdalena construido en el siglo XVI (actualmente en ruinas).
- Ex-Hacienda de San Miguel de Osorio valiosa por sus antecedentes históricos
- Cuartel General históricamente muy importante (hoy ocupado por el Ayuntamiento),
- El curato que ha sido fiel testigo de acontecimientos importantes de orden religioso
- Capilla del Rosario.
- El panteón.
- Las excarvaciones.
- El cerro de Chichipico.
- La casa de cultura.

## Principales localidades
- El municipio de Quecholac cuenta con su cabecera municipal denominada también Quecholac, así como con 8 juntas auxiliares:
- La Compañía
- Guadalupe Enríquez
- Froylan C. Manjarrez
- Palmarito Tochapan
- San José Tuzuapan
- Santa Catarina Villanueva
- San Simón de Bravo
- San Bartolomé Coscomaya
- Asimismo, el municipio cuenta con otras localidades, entre las que están, San Cayetano, la colonia Francisco I. Madero, el ejido El Palmarito y Progreso de Madero